# Linda Nochlin
Linda Nochlin z domu Weinberg (ur. 30 stycznia 1931 w Nowym Jorku, zm. 29 października 2017) – amerykańska historyczka sztuki, znawczyni realizmu i orientalizmu; pionierka feministycznej historii sztuki, autorka głośnego eseju z 1971 roku Dlaczego w sztuce nie było wielkich artystek? (Why Have There Been No Great Women Artists?).

## Życiorys
Linda Natalie Weinberg urodziła się na nowojorskim Brooklynie jako córka Julesa Weinberga i Elki Heller (Weinberg) – matka była Żydówką urodzoną w Polsce.
W 1952 roku uzyskała stopień magistra z filologii angielskiej na Uniwersytecie Columbia, a w 1963 roku obroniła doktorat z historii sztuki na Nowojorskim Instytucie Sztuk Pięknych.
Przez wiele lat pracowała na Uniwersytecie Yale w katedrze historii sztuki, później na Uniwersytecie Miejskim w Nowym Jorku (wspólnie z Rosalind Krauss), Vassar College, a następnie w Nowojorskim Instytucie Sztuk Pięknych, gdzie pracowała aż do czasu przejścia na emeryturę w 2013 roku.
W 2000 roku ukazała się pozycja pt. Self and History: A Tribute to Linda Nochlin będąca antologią esejów o tematyce, którą Nochlin zajmowała się przez większość swojego życia zawodowego.
Była kuratorką przełomowych wystaw poświęconych historii i osiągnięciom artystek:
- 2007 – Global Feminisms, Brooklyn Museum[4],
- 1976 – Women Artists: 1550–1950 (wspólnie z Ann Sutherland Harris), Brooklyn Museum[5].

## Feministyczna historia sztuki
W 1971 na łamach magazynu ArtNews opublikowała esej Dlaczego w sztuce nie było wielkich artystek?, w którym rozwinęła założenia zawarte w tytułowym pytaniu. Rozważała samą naturę sztuki oraz powody, dla których pojęcie artystycznego geniuszu zostało zarezerwowane dla geniuszy męskich, takich jak np. Michał Anioł. Nochlin twierdziła, że to bariery społeczne uniemożliwiają kobietom uprawianie sztuki, takie jak ograniczenia w kształceniu kobiet w akademiach sztuki. Po trzydziestu latach od przełomowego dochodzenia o znaczeniu kobiet w historii sztuki, Nochlin zorganizowała konferencję na Uniwersytecie Princeton w 2001 pt. „Artystki w tysiącleciu”. Publikacja towarzysząca tej konferencji zawierała esej autorstwa Nochlin: Dlaczego nie było wielkich artystek? Trzydzieści lat później. Na konferencji i w książce historycy sztuki odnieśli się do nowatorskiej twórczości takich artystek jak: Louise Bourgeois, Eva Hesse, Francesca Woodman, Carrie Mae Weems i Mona Hatoum, w świetle spuścizny trzydziestoletniej historii sztuki feministycznej.

W swoim eseju z 1994 roku Zaczynając od podstaw: początki feministycznej historii sztuki (Starting from Scratch: The Beginnings of Feminist Art History) Nochlin zastanawiała się nad swoim przebudzeniem jako feministki i wpływem na kierunek w jej nauczaniu: 
W 1969 roku w moim życiu miały miejsce trzy ważne wydarzenia: urodziłam dziecko, zostałam feministką i zorganizowałam pierwsze zajęcia „Kobiety w  sztuce” w Vassar College. 
Linda Nochlin dokonała dekonstrukcji historii sztuki, identyfikując i kwestionując jej założenia metodologiczne. Była orędowniczką „historyków sztuki, którzy badają dzieło bezpośrednio, skupiając się na jego tematyce i kierując się wrażliwością na jego feministycznego ducha”.

## Wybrane publikacje książkowe
- Realism. Style and Civilization, pierwsze wydanie: 1971[7], wydanie polskie: Realizm (tłum: Wiesław Juszczak, Tomasz Przestępski), PWN, 1974[8]
- Women, art, and power, and other essays (1988)[9]
- Representing women (1999)[10]
- Bathers, Bodies, Beauty: The Visceral Eye (2006)[11]
- Women Artists: The Linda Nochlin Reader (z Maurą Reilly, 2015)[12]

## Życie prywatne
Była dwukrotnie zamężna. Jej pierwszym mężem był Philip H. Nochlin (w latach 1953–1960, do jego śmierci), z którym miała córkę Jessicę, drugim zaś Richard Pommer (od 1968), z którym miała córkę Daisy.